# مانسفيلد (كوينزلاند)
مانسفيلد (بالإنجليزية: Mansfield, Queensland)‏ هي ضاحية في مدينة بريزبان، كوينزلاند، أستراليا. في تعداد 2021، بلغ عدد سكان مانسفيلد 8،851 نسمة.